# Тоннель Восточного выезда
Тоннель Восточного выезда (баш. Көнсығыш сығыу юлы тоннеле) — четырёхполосный автодорожный тоннель «восточного выезда» под лесопарком Лесоводов Башкирии и улицей Менделеева, который связывает проспект Салават Юлаева с автомобильной дорогой М5 «Урал» и свяжет улицу Округа Галле в городе Уфе с автомобильной дорогой М7 «Волга».

## Описание
Длина — 1223 м. Максимальная глубина залегания — 69 м. Представляет собой два рукава (калотты) — северный и южный. Применяется постоянный закрытый пластовый принудительный дренаж.

## История
Первоначально длина составляла 1249 м. Проекты портала тоннеля разработаны в «БашНИИстрой» Н. З. Готман и Э. Д. Насыровой.
Строительство начато в 1992 согласно Постановлению Совета Министров Республики Башкортостан от 28 февраля 1992 года № 45 «О строительстве автотранспортного тоннеля через реку Уфа в створе улицы О. Галле» с двух площадок — от шахтного ствола (будущий вентиляционный) и западного портала на максимальной глубине около 30 м.
В 1992—1995 шли только подготовительные работы — на западном портале, и проходка шахтного комплекса. В 1999—2004 шло основное строительство — к началу 2006 планировалось закончить строительство северного рукава тоннеля.
В 2002, возле западной границы лесопарка Лесоводов Башкирии и западной части тоннеля, канализирован участок реки Сутолоки. В 2004 строительство приостановлено, и тоннель был «законсервирован» с поддержанием в надлежащем состоянии.
В 2019 строительство возобновлено. В конце марта 2021 завершена проходка тоннеля.
Ночью 6 мая 2022 на Лесном проезде произошёл частичный вывал грунта южной (технической) штольни, которую смонтировали в 2002 — деформировалось одно из временных креплений сводовой части (балка) штольни, которая использовалась как транспортная: по ней доставляли строительные материалы и вывозили грунт, образовавшийся при горнопроходческих работах. На месте провала грунта возникла воронка диаметром 50 м и глубиной 5 м. Восстановление дороги планировалось к 20 мая. 16 августа движение на Лесном проезде восстановлено.
В 2023 готовность тоннеля оценивалась в 63 %. 21 марта 2024 года к 450-летию города Уфы торжественно открыли проезд по Восточному выезду.